# Zakład Zasobów Środowiska i Geozagrożeń Polskiej Akademii Nauk
Zakład Zasobów Środowiska i Geozagrożeń PAN w Toruniu – instytut naukowy Polskiej Akademii Nauk. Jego siedziba mieści się przy ul. Mikołaja Kopernika 19 w Toruniu. Instytut powołano 15 listopada 1953 roku jako Pracownię Mapy Geomorfologicznej i Hydrograficznej. Jego założycielem i pierwszym kierownikiem został prof. Rajmund Galon. Od 2004 roku Zakładem kieruje dr hab. Mirosław Błaszkiewicz.